# Puente de Masegoso
El puente de Masegoso sobre el río Rituerto se encuentra en el término municipal de Pozalmuro (provincia de Soria, España), a unos 300 metros del despoblado de Masegoso.
En 2001 fue declarado Bien de Interés Cultural con categoría de Monumento.

## Descripción
El puente tiene unas dimensiones de 10,25 metros de largo, 4 metros de anchura de tablero y 2,90 metros de rasante. La luz libre de los vanos es de 2,45-2,70 y 2,90 metros, respectivamente.
La estructura del puente está realizada en sillería y el resto en mampostería. Consta de tres bóvedas de cañón de buena factura y labra de  sillería arenisca bien labrada formando dovelas en el arco y construyendo  tímpanos y estribos.
Las dovelas de arco son de muy poco canto, muy anchas y profundas,  lo que permite una traba muy perfecta de la dovela.
Las bóvedas semicirculares se construyen sobre unas pequeñas pilas de 75 centímetros de altura aproximadamente. Tienen un diámetro de 2,50 las laterales y de 2,70 la central. Por lo tanto la forma del puente  es simétrica de tres ojos.
Los tajamares son triangulares y están construidos con mampostería enfoscada en una época posterior, adosándose a los tímpanos aguas arriba. El pretil ha desaparecido casi en su totalidad, para permitir el paso  de maquinaria pesada.
Salvando las dudas que la datación de un puente romano lleva consigo, las características de este puente, situado en la vía número 257 de Astúrica  a Caesaragusta, con bóvedas de medio punto bien trabadas sobre el tablero  horizontal y no alomado o medieval, la simetría, la sillería bien trabajada,  las pilas pequeñas, etc., son razones suficientes para pensar en su romanidad. El puente ha sido objeto de diferentes acondicionamientos y arreglos, especialmente en el siglo XVIII.